# 하각 작용
하각 작용(下刻作用)은 침식 작용의 일종으로, 강이나 녹은 빙하가 흐르면서 그 바닥을 깎는 작용을 말한다. 주로 하천의 상류에서 일어나며 좁고 깊은 V자곡을 형성한다. 하각 작용은 흐르는 물이 하천 바닥의 암석 조각을 뜯어 내는 작용과 갈아 내는 마식 작용 및 용해 작용으로 나뉜다. 하방침식(下方浸蝕) 또는 하각(下刻)이라고도 한다. 경사가 급할수록 활발하다.